# Sebastian Kurtz
Sebastian Kurtz, latinisiert Sebastianus Curtius, (* 1. September 1576 in Windsheim; † 28. Oktober 1659 in Nürnberg) war ein deutscher Rechenmeister in Nürnberg.

## Leben und Werk
Kurtz kam um 1590 nach Nürnberg und war dort ein Schüler des Rechenmeisters Wirsing. Er war Buchhalter in Nürnberg bei einem Kaufmann, 1594 ein Jahr beim Stadtschreiber von Frankenthal beschäftigt und 1595/96 mit dem Solmschen Regiment auf einem Feldzug in Frankreich als Schreiber. 1597 war er wieder in Windsheim und gründete dort eine Schule und leitete ab 1603 eine Schreib- und Rechenschule in Nürnberg nahe der Fleischbrücke. Er war mit seiner Schule und als Rechenmeister in Nürnberg sehr erfolgreich und blieb den Rest seines Lebens (außer eine kurze Zeit 1611) in der Stadt. 1614 stand er den Rechenmeistern von Nürnberg vor. 1643 wurde er in den Größeren Rat der Stadt aufgenommen. Er war zweimal verheiratet (in zweiter Ehe mit Ursula Schrödel, Heirat 1641 oder 1642) und hatte mehrere Kinder. Nach seinem Tod übernahm sein Schwiegersohn Ulrich Hoffmann (1610–1682) die Schule.
Kurtz stand im Briefwechsel mit dem Rechenmeister Johann Faulhaber aus Ulm. Er konnte Niederländisch (was er in seiner Zeit im Solmschen Regiment erlernte) und übersetzte niederländische Werke zur Landvermessung von Johan Sems und Jan Pieterszoon Dou ins Deutsche (erschienen in Amsterdam 1616). Er übersetzte auch ein Geometrie-Buch (Hondert geometrische questien met hare solutien) von Sybrandt Hansz. Cardinael (1578–1647, auch Sybrand Hansen), das 1617 in Amsterdam auf Deutsch erschien.
Von ihm stammen mehrere Bücher über Rechenkunst, Landvermessen und Geometrie. Er gab auch eine Euklid-Ausgabe heraus und 1610 das Rechenbuch von Adam Ries. Da er kein Latein konnte, beauftragte er Gelehrte mit der Übersetzung von lateinischen mathematischen Werken. Er trug zur weiteren Verbreitung der Kenntnis von Dezimalbrüchen in Deutschland bei. Er verbesserte auch selbst Instrumente.
Zu seinen mathematikhistorisch besonders wertvollen Werken gehört seine Resolutio, die 1604 mit eigenem Titelblatt als zweiter Teil von Ein Newes Wolgegründtes Rechenbuch erschien. Sie enthält die teilweise aufwändigen Lösungen von 28 komplizierten Textaufgaben, die in früheren Jahren von ihm selbst und zehn anderen Rechenmeistern gestellt worden waren, ohne eine Lösung (Facit) anzugeben: Es handelt sich um Aufgaben von Johann Kandler, Regensburg, Rudolf Kate, Osnabrück, Johann Krafft, Ulm, Gottschalk Müllinghaus, Lemgo, Anton Neudörffer, Nürnberg Anton Schultz, Liegnitz, Caspar Thierfelder, Freiberg und Steyr, Oswald Ulman, Freiberg, Johann Weber, Erfurt, und Mauritius Zons, Köln.
Rechenmeister präsentierten gerne schwierige Aufgaben (nicht für Schüler, sondern für andere Rechenmeister) als Beschluss-Exempla ohne Lösung am Ende ihrer Rechenbücher, um ihre Fähigkeiten besonders herauszustellen. Mathematisch Gebildete von heute können derartige Aufgaben keineswegs einfach lösen. Die Probleme liegen darin, frühneuhochdeutsche Texte und heute ungebräuchliche mathematische Termini richtig zu interpretieren. Die Kenntnis zeitgenössischer Lösungen ist daher mathematikhistorisch sehr wichtig. Zudem zeigt die Resolutio die Vernetzung von Rechenmeistern im deutschen Sprachraum und die gegenseitige Wahrnehmung ihrer Rechenbücher.

## Schriften und Herausgeberschaft
- Ein Newes Wolgegründtes Rechenbuch. Baur, Nürnberg 1604.
- Resolutio. Das ist: Aufflösung vieler schöner, kunstreicher, Cossischer unnd Polygonalischer Exempla etlicher fürnemer unnd berühmbter Rechenmeister, so zu end jhrer Rechenbücher theils ohne facit gesetzt. Baur, Nürnberg 1604 (Online).
- Adam Risens Rechenbuch auff den Linien und Ziffern. Fuhrmann, Nürnberg 1610.
- Von dem gebrauch der Geometrischen Instrumenten. Janß, Amsterdam 1616.
- Practica des Landmessens. Janß, Amsterdam 1616.
- Tractat vom machen und Gebrauch eines Neugeordneten mathematischen Instruments. Janß, Amsterdam 1616.
- Tractatus Geometricus. Janß, Amsterdam 1617.
- Die sechs ersten Bücher Euclidis. Janß, Amsterdam 1618.
- Compendium Arithmeticae. Endter, Nürnberg, 13. Auflage 1716.